# Celso Rafael Ayala Gavilán
Celso Ayala (Asunción, 20 d'agost de 1970) és un exfutbolista paraguaià, que ocupava la posició de defensa.
Va començar a destacar a l'Olimpia. Va militar al Rosario Central i River Plate (dues etapes) argentins, al Reial Betis i Atlètic de Madrid espanyols, al São Paulo brasiler i al Colo-Colo de Xile, on es va retirar el 2006.

## Selecció
Amb 85 internacionalitats i sis gols, Celso Ayala va ser un dels futbolistes paraguaians més destacats de la dècada dels 90, formant trio defensiu amb Arce i Gamarra. Hi va participar en els Mundials de 1998 i 2002, a les Copa Amèrica de 1993, 1995, 1997 i 1999. Amb la selecció olímpica va ser present als Jocs Olímpics de Barcelona 1992.

## Títols
- Supercopa Sudamericana: 1990, 1997
- Copa Libertadores: 1990, 1996
- Recopa Sudamericana: 1991
- Campionat Sud-americà sub-23: 1992
- Torneo Republica: 1992
- Lliga del Paraguai: 1993
- Copa Sudamericana: 1995
- Apertura (Argentina): 1996, 1997
- Clausura (Argentina): 1997, 2000, 2002, 2003, 2004
- Campeonato Paulista: 2000